# Black Veil Brides

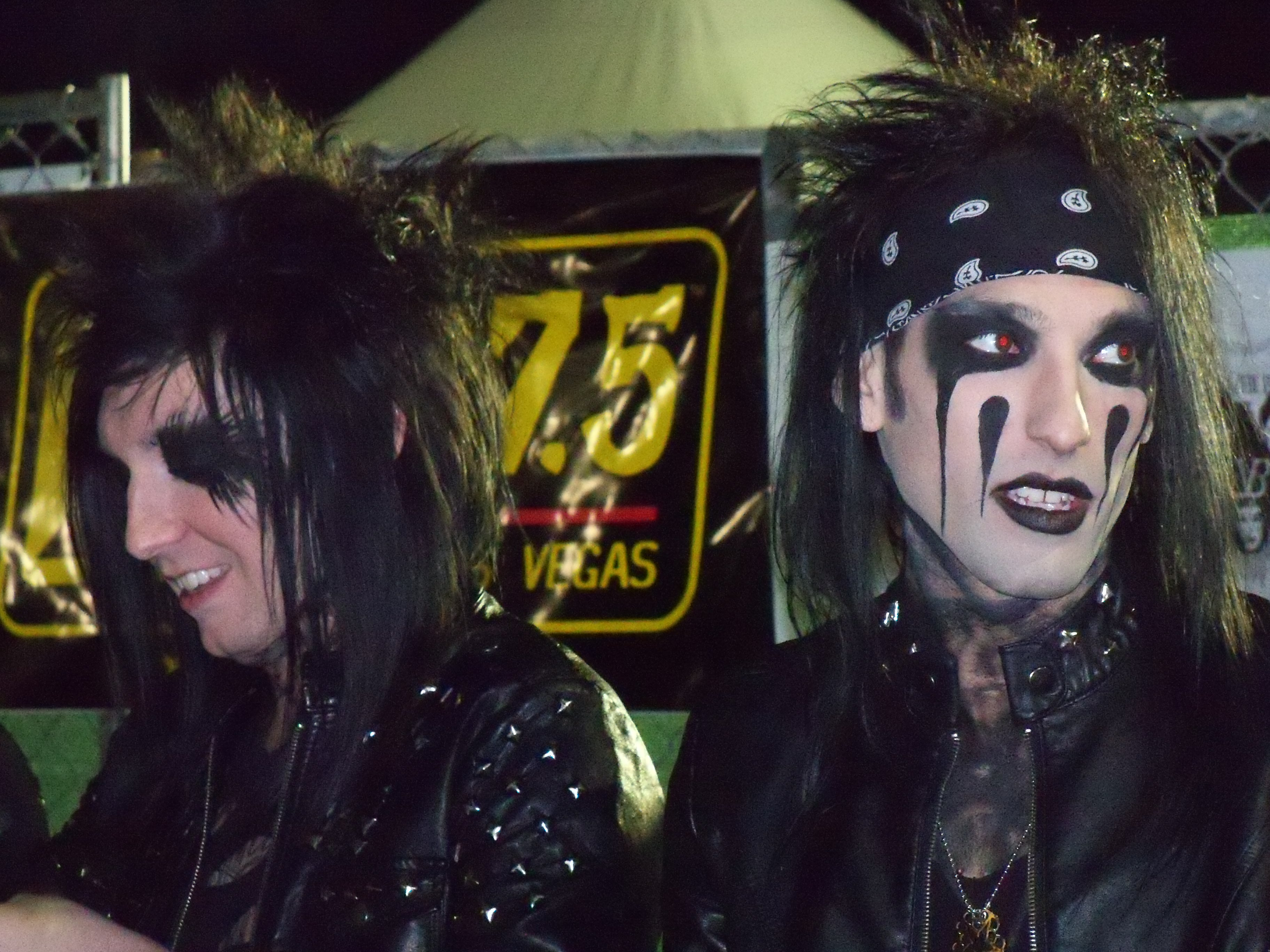
Jake Pitts en Christian Coma delen handtekeningen uit

Black Veil Brides is een Amerikaanse alternatieve rockband die in 2006 in Cincinnati, Ohio werd opgericht en in 2009 in Hollywood werd hervormd. De groep bestaat uit zanger Andy Biersack, basgitarist Lonny Eagleton, gitarist Jake Pitts, violist en ritmische gitarist Jeremy 'Jinxx' Ferguson en drummer Christian 'CC' Coma Mora. Black Veil Brides heeft een opvallend voorkomen, geïnspireerd op bands als Kiss, Poison en Mötley Crüe uit het hairmetalgenre van de jaren tachtig. De band en hun individuele leden wonnen diverse prijzen, o.a. van Kerrang!, Revolver, en Loudwire.

## Discografie

### Albums
| Album met eventuele hitnotering(en) in de Nederlandse Album Top 100 | Datum van verschijnen | Datum van binnenkomst | Hoogste positie | Aantal weken | Opmerkingen |
| ------------------------------------------------------------------- | --------------------- | --------------------- | --------------- | ------------ | ----------- |
| We Stitch These Wounds                                              | 2010                  | -                     |                 |              |             |
| Black Veil Brides                                                   | 2014                  | -                     |                 |              |             |
| Set the World on Fire                                               | 2011                  | -                     |                 |              |             |
| Rebels                                                              | 2011                  | -                     |                 |              | ep          |
| Wretched and Divine - The Story of the Wild Ones                    | 2013                  | 12-01-2013            | 85              | 1*           |             |

| Album met hitnotering(en) in de Vlaamse Ultratop 200 albums | Datum van verschijnen | Datum van binnenkomst | Hoogste positie | Aantal weken | Opmerkingen |
| ----------------------------------------------------------- | --------------------- | --------------------- | --------------- | ------------ | ----------- |
| Wretched and divine - the story of the wild ones            | 2013                  | 19-01-2013            | 81              | 1*           |             |